# Staphylaea
Staphylaea Jousseaume, 1884 è un genere di molluschi gasteropodi appartenente alla famiglia Cypraeidae.

## Tassonomia
Comprende le seguenti specie:
- Staphylaea limacina (Lamarck, 1810)
- Staphylaea semiplota (Mighels, 1845)
- Staphylaea staphylaea (Linnaeus, 1758)